# Marcin Kurowski
Marcin Kurowski – polski naukowiec, rektor Akademii Krakowskiej.
Marcin Kurowski żył na przełomie XVII i XVIII wieku. Rektorem krakowskiej uczelni został w roku 1725, zastępując na tym stanowisku Jana Antoniego Luchiniego. Urząd sprawował do 1727.